# السنقبة (حزم العدين)

تعديل مصدري - تعديل

السنقبة محلة تابعة لقرية الزراعي، التابعة لعزلة بني اسعد بمديرية حزم العدين إحدى مديريات محافظة إب في الجمهورية اليمنية، بلغ تعداد سكانها 130 حسب تعداد اليمن لعام 2004.